# 持國天王
持國天王（羅馬化：Dhṛtarāṣṭra，提頭賴吒），是佛教的護法，“四大天王”之一、“二十諸天”中的第四天王。「持國」意為慈悲為懷，保護眾生，護持國土。住須彌山白銀埵，身為白色，穿甲胄，負責守護東勝神洲。持國天王爲乾闥婆王，以乾闥婆、畢舍遮、緊那羅等部眾眷屬。

## 形象
在中國民間信仰中，手持琵琶，是主樂神，表明他要用音樂來使眾生皈依佛教。在日本，是手持刀。

各寺廟持國天王塑像
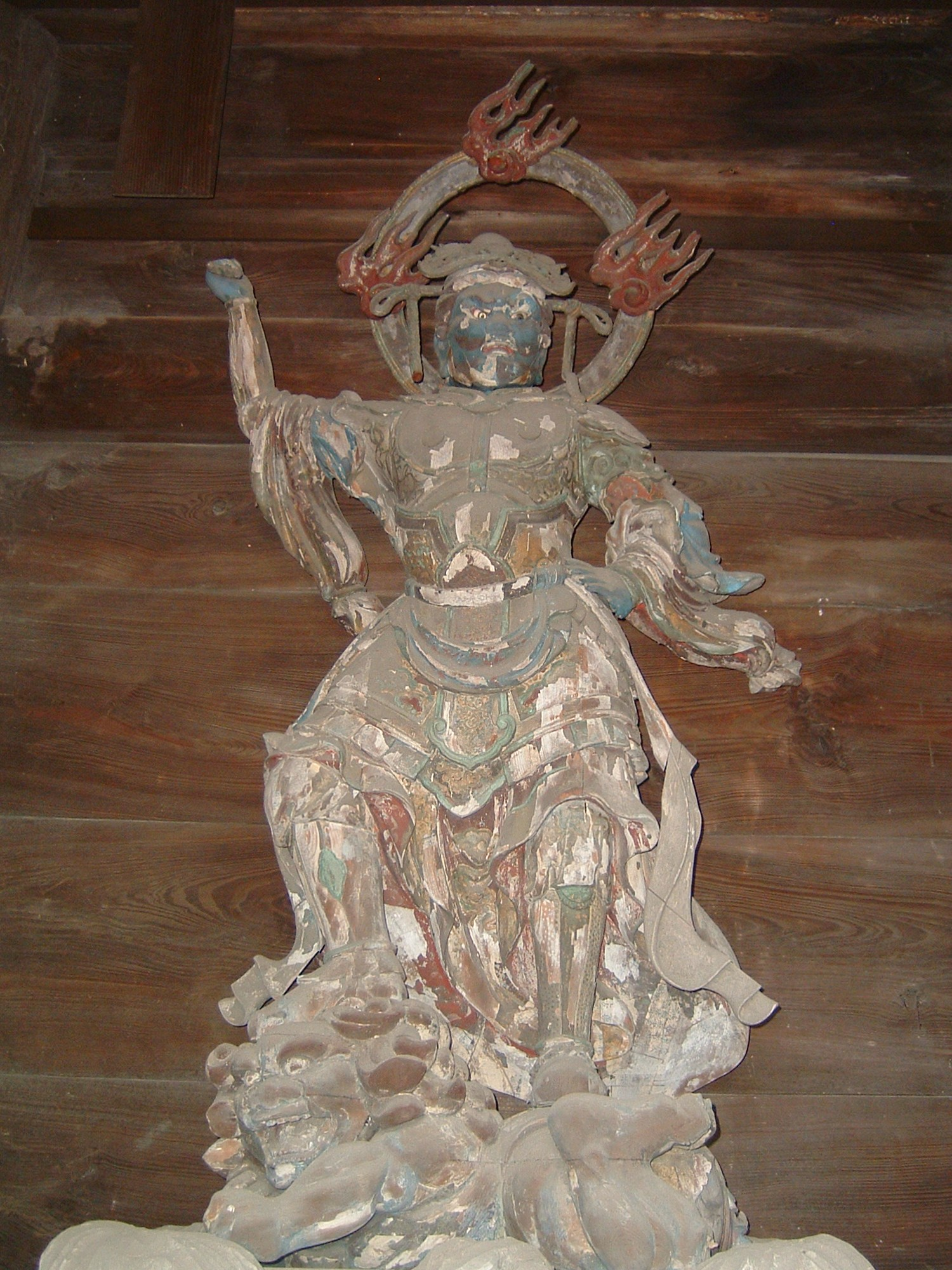
日本時光寺
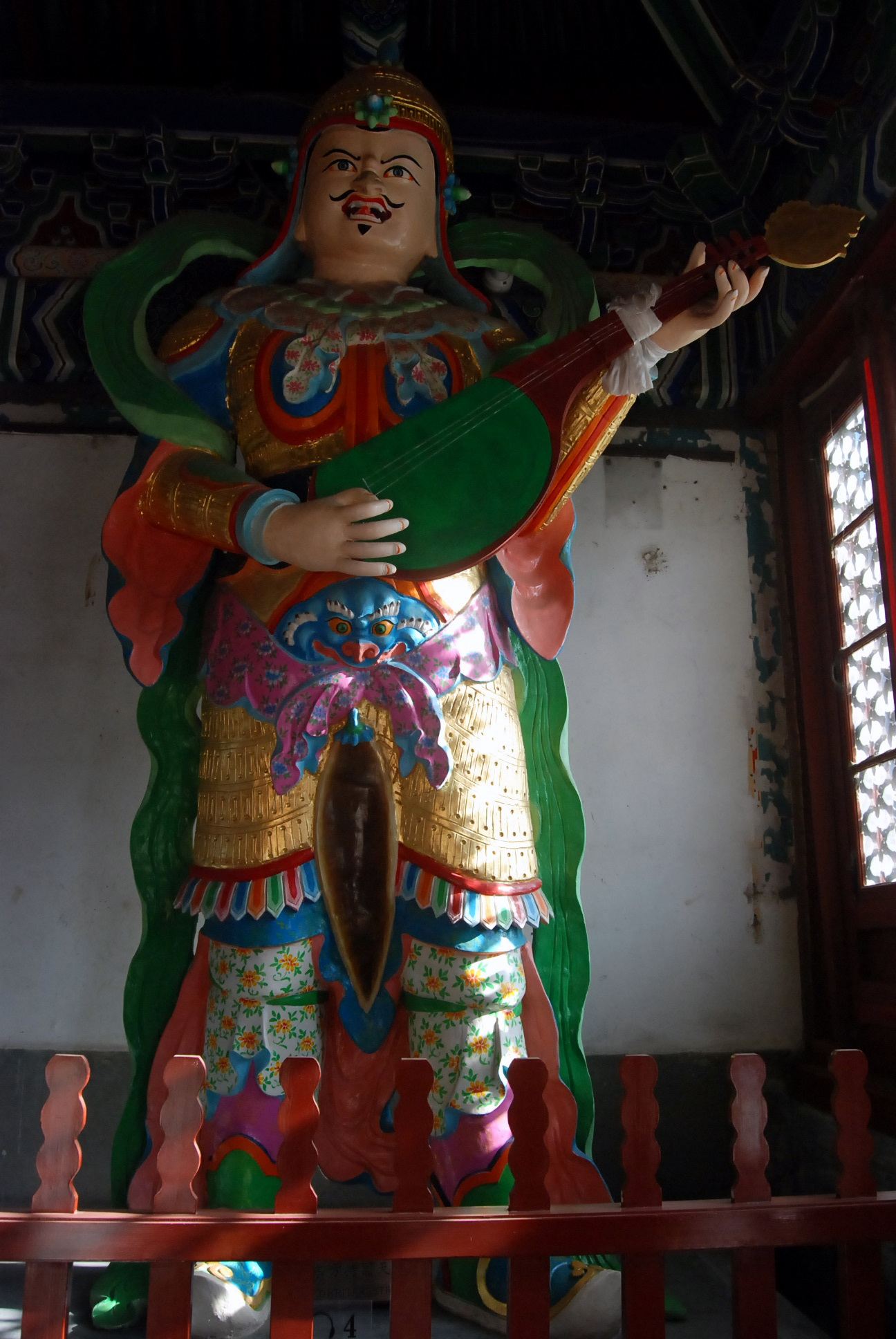
北京妙应寺
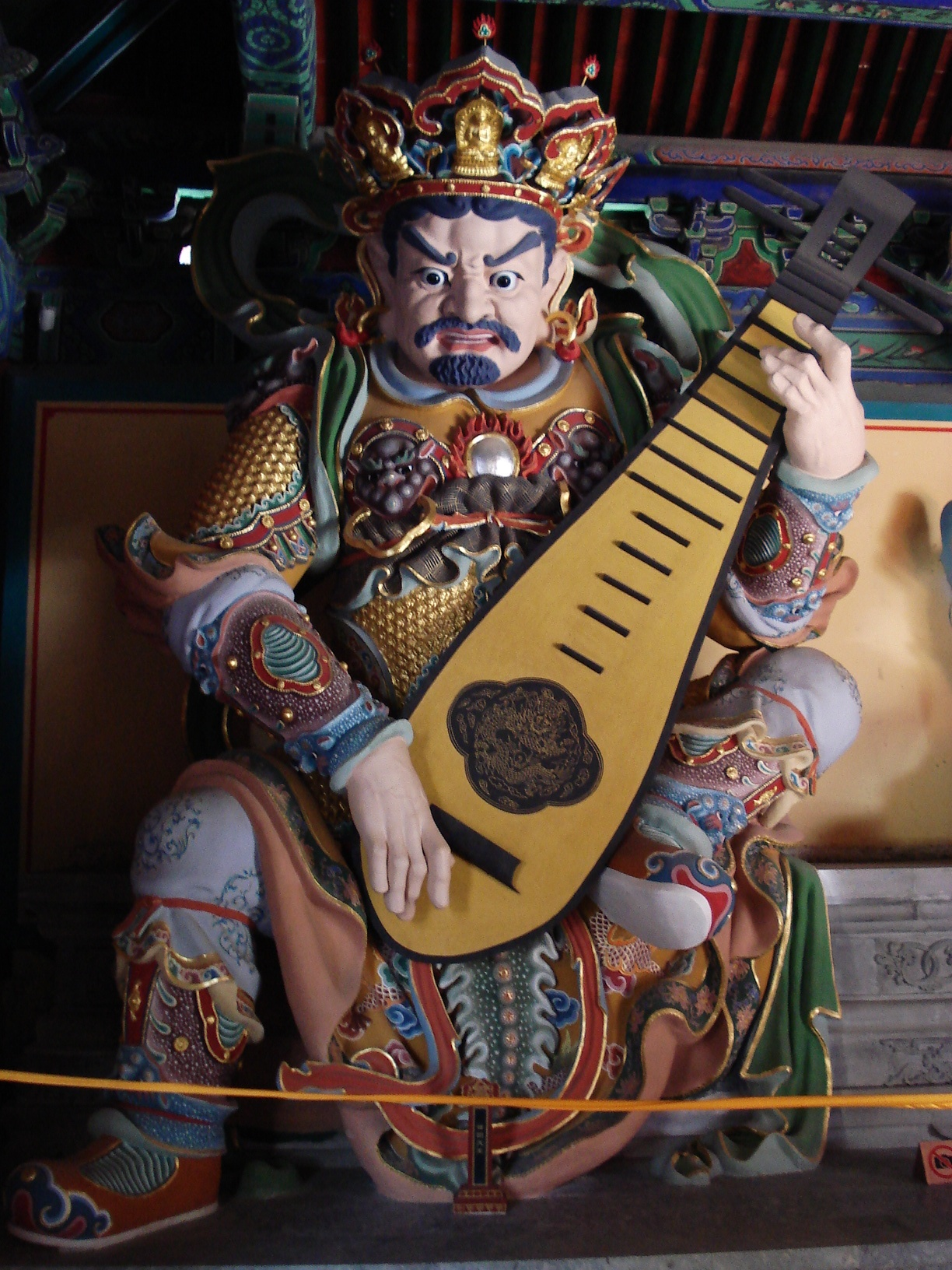
北京臥佛寺
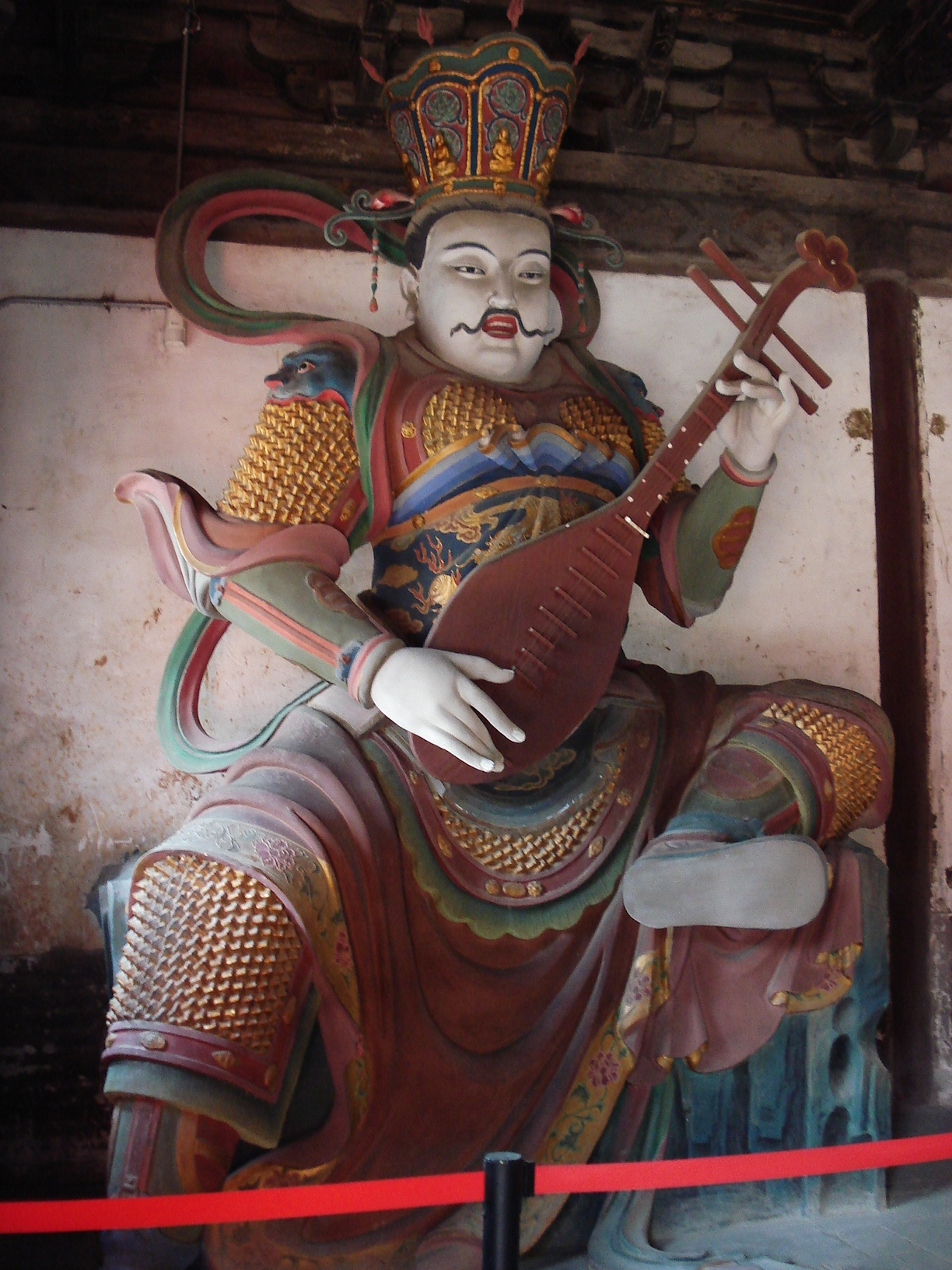
北京大觉寺
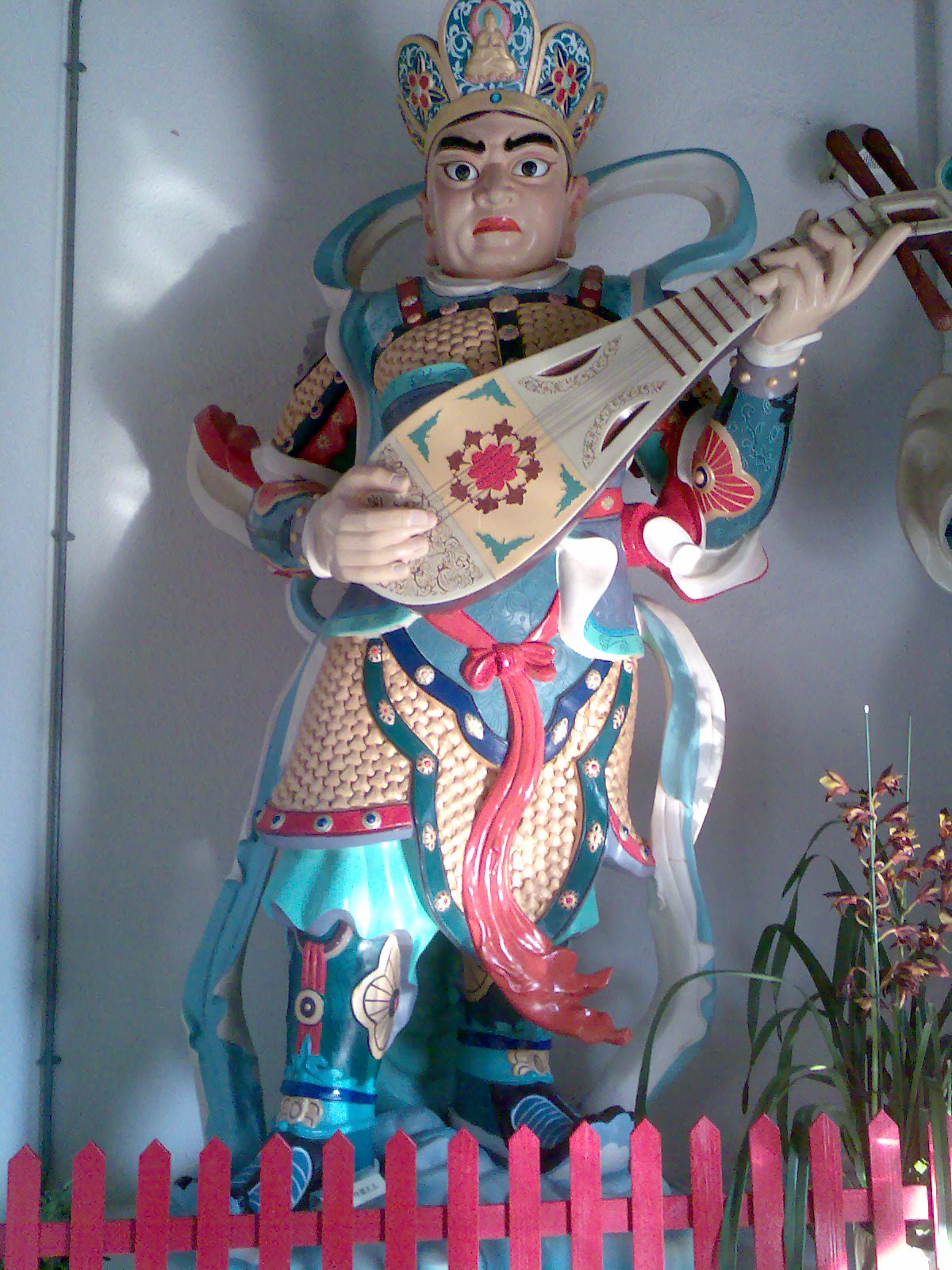
香港西方寺
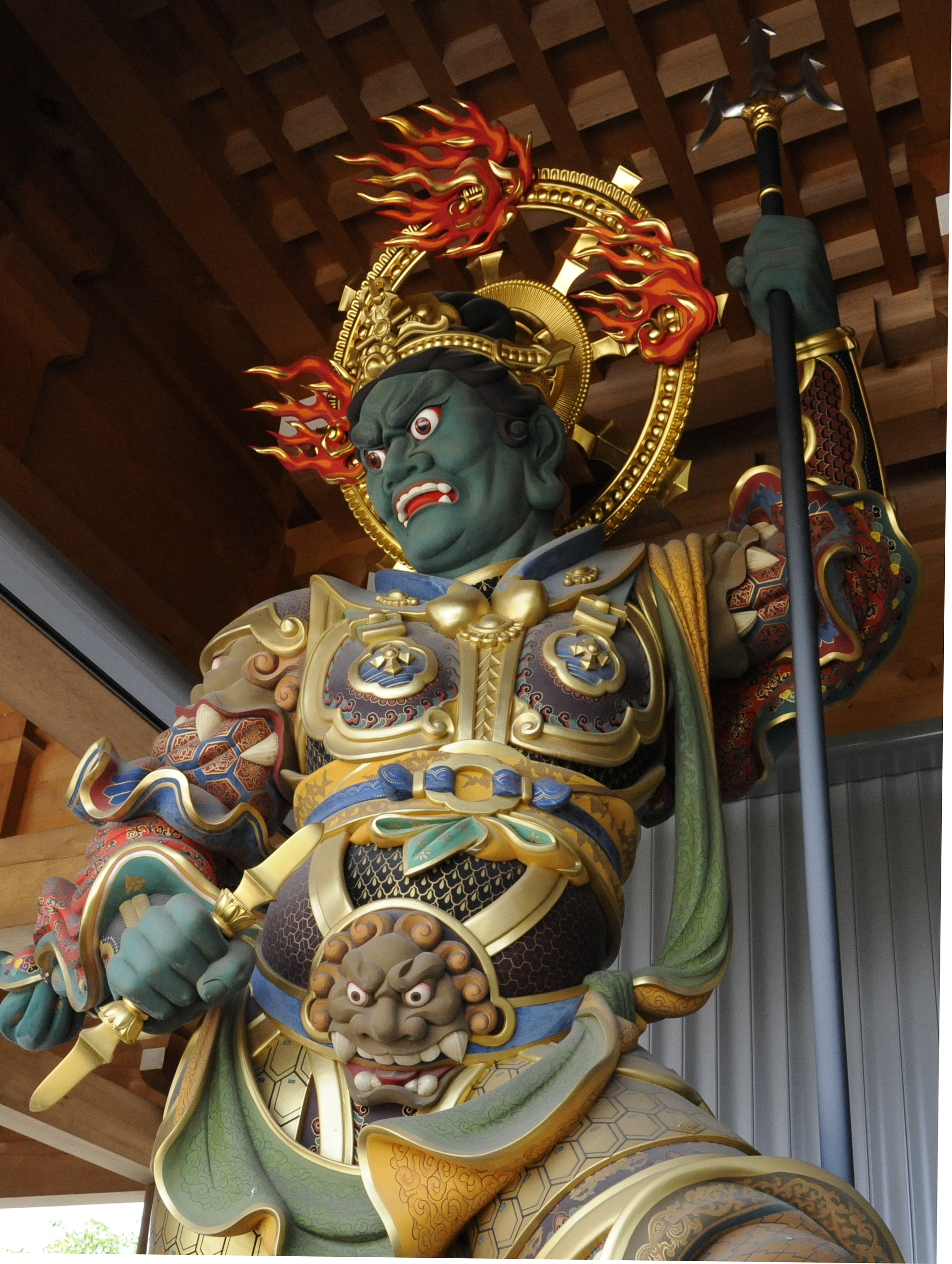
日本玉名市蓮華院誕生寺